# Bahnstrecke Krems–Gföhl
Die Bahnstrecke Krems–Gföhl war ein zwischen 1895 und 1928 angestrebtes Projekt, das die wirtschaftliche und verkehrstechnische Erschließung des Kremstals und des Raumes um Gföhl im Waldviertel zum Ziel hatte. Trotz jahrzehntelanger Planung und Bemühungen wurde die Bahnstrecke aufgrund finanzieller und politischer Widerstände nie realisiert.

## Anfänge und frühe Planungen
Erste Pläne für eine Bahnlinie nach Gföhl entstanden bereits im 19. Jahrhundert. Der Bau wurde jedoch immer wieder verschoben. Im Jahr 1895 begann die Stadtgemeinde Krems die Initiative für den Bahnbau zu ergreifen. Ein Bahnkomitee wurde gegründet, dem der Kremser Bürgermeister Ludwig Heinemann vorstand. Der Gutsherr Max von Gutmann, dessen Familie große Ländereien in der Region besaß, unterstützte das Projekt ebenfalls.
Von Beginn an stand das Projekt jedoch vor großen Herausforderungen. Die Finanzierung war ein zentrales Problem. Die Interessenten, darunter Gemeinden, Privatpersonen und Gutsherren, konnten nur einen Teil der Baukosten aufbringen. Das k.k. Eisenbahnministerium war zwar bereit, die restliche Finanzierung zu übernehmen, knüpfte dies jedoch an Bedingungen, die zu Konflikten führten. Insbesondere bestand das Ministerium auf einer schmalspurigen Ausführung der Bahn, während viele Interessenten eine Normalspur bevorzugten. Ein weiterer Streitpunkt war die Streckenführung. Einige befürworteten eine Streckenführung durch das Kremstal, andere eine über Langenlois. Die Diskussionen über die optimale Route führten erneut zu Verzögerungen und Uneinigkeit unter den Interessenten.
Wiederholte politische Einflussnahme und Rivalitäten behinderten fortwährend ein Vorankommen des Projektvorhabens. Lokale Interessen, Parteipolitik und Konflikte zwischen staatlichen Stellen spielten eine Rolle. So wurde die Bahn von Gegnern als Judenbahn diffamiert, da der jüdische Großgrundbesitzer Gutmann ein wichtiger Förderer des Projekts war. Auch die Frage der Spurweite wurde zum Politikum. Das Kriegsministerium bestand auf einer Normalspur für den Truppentransport, während das Eisenbahnministerium aus Kostengründen die Schmalspur bevorzugte.

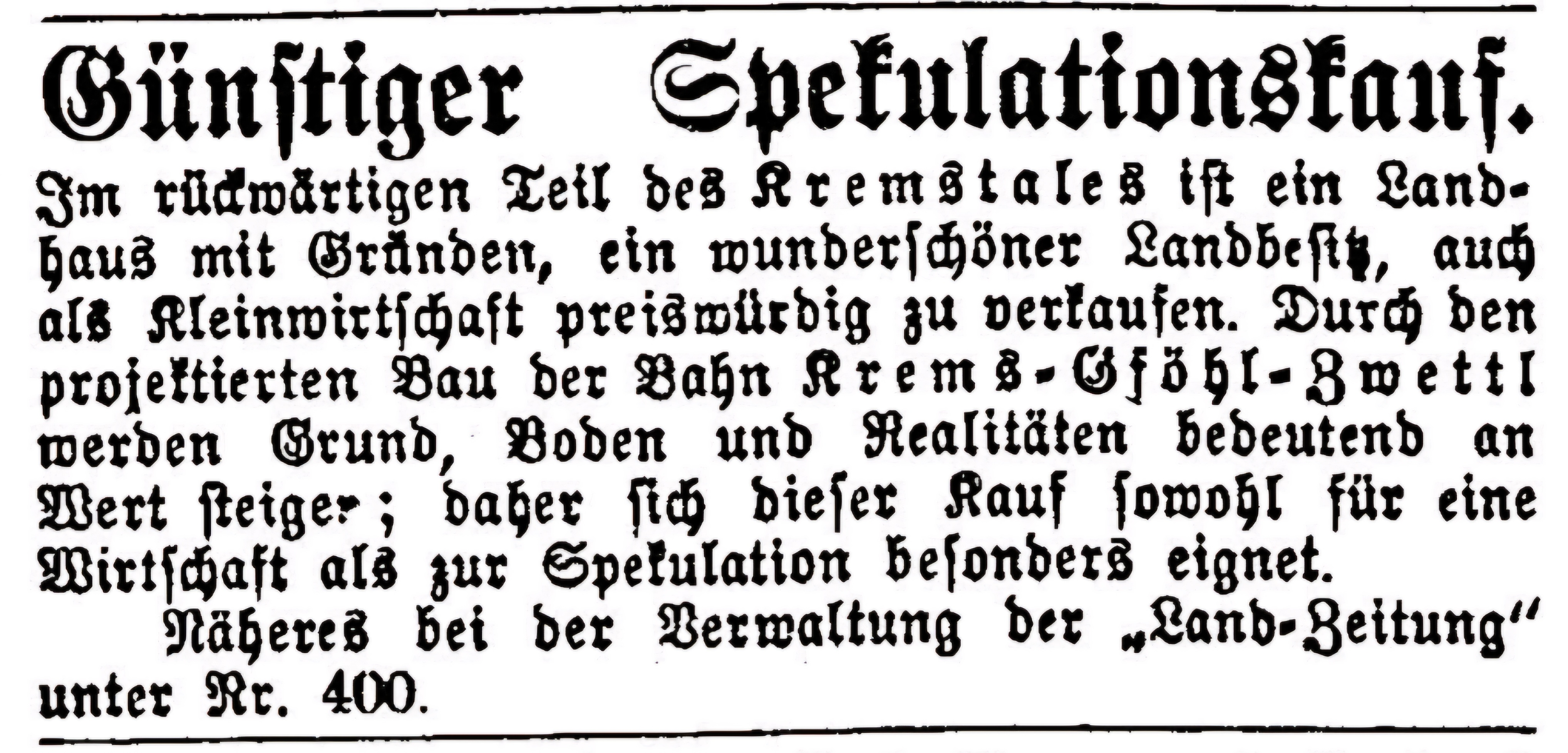
Österreichische Land-Zeitung vom 30. Januar 1904

In Zeitungsinseraten wurden im Jahr 1904 trassennahe Grundstücke im Zusammenhang mit einer erwarteten Wertsteigerung durch den Bau der Bahn als günstiger Spekulationskauf beworben.

## Wiederbelebung der Bemühungen und endgültiges Scheitern

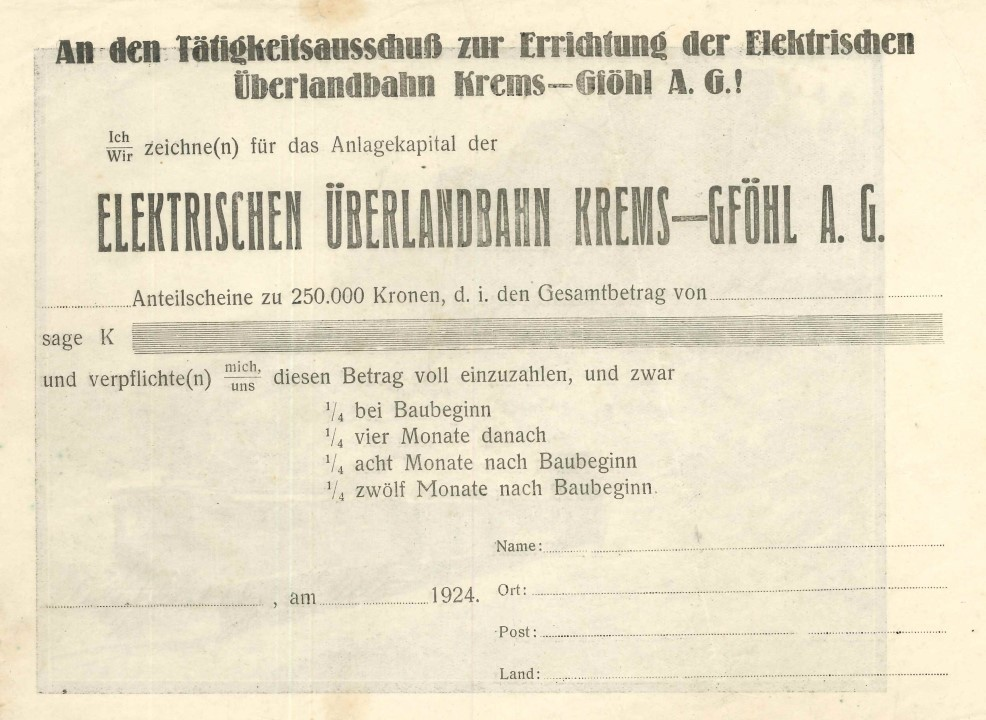
Zeichnungsaufruf der Elektrischen Überlandbahn Krems–Gföhl A. G.

Nach dem Ersten Weltkrieg lebte das Projekt der Bahnstrecke Krems–Gföhl wieder auf. Im Jahr 1922 wurde eine neue Denkschrift veröffentlicht, die die Notwendigkeit der Bahnverbindung hervorhob. Die wirtschaftliche Bedeutung der Bahn für die Region wurde betont, insbesondere für den Transport landwirtschaftlicher Produkte ins und vom Waldviertel sowie die Förderung des Fremdenverkehrs. Später entstand die Idee, eine elektrische Straßenbahn zu bauen. Dieses Projekt versprach geringere Baukosten und eine schnellere Realisierung. Es wurden Zeichnungsaufrufe für Aktien bei der Elektrischen Überlandbahn Krems–Gföhl A. G. gestartet, die auf großes Interesse stießen. Insbesondere der Gföhler Bürgermeister Franz Liebenberger setzte sich mit großem Engagement für die Finanzierung des Projekts ein.
Trotz aller Bemühungen scheiterte das Projekt der Bahnstrecke Krems-Gföhl letztendlich. Die Hyperinflation der frühen 1920er Jahre machte die Finanzierungspläne zunichte. Gleichzeitig erwuchs dem Bahnprojekt mit dem Aufkommen des Postautoverkehrs eine starke Konkurrenz. Die schnelle Verbindung auf der Straße stellte die Notwendigkeit der Bahn in Frage und schwächte die Unterstützung für das Projekt, die es letztendlich scheitern ließ.

## Angedachte Streckenführung
Die Vielzahl an Trassenvorschlägen und die langwierigen Diskussionen über die optimale Streckenführung spiegeln die unterschiedlichen Interessen der beteiligten Akteure wider. Zu Beginn, von 1895 bis 1898, stand eine Anbindung Gföhls an die projektierte Bahnlinie Krems–Gutenbrunn, mit späterer Verlängerung nach Zwettl, im Vordergrund. Diese Streckenführung hätte Gföhl an das entstehende Bahnnetz des Waldviertels angeschlossen, jedoch bevorzugte die Gemeinde eine direkte Normalspurbahnverbindung nach Krems. Als das Projekt über das Kremstal stockte, wurde 1899 kurzzeitig eine alternative Streckenführung über Hadersdorf und Langenlois nach Droß und Gföhl diskutiert, um Gföhl über Langenlois an das bestehende Bahnnetz anzubinden.
Letztendlich setzte sich die Streckenführung durch das Kremstal über die Königsalm durch. Diese Variante, die von 1904 bis 1914 verfolgt wurde, bildete die Grundlage für das detaillierte Projekt der schmalspurigen Lokalbahn. Die Trasse sollte entlang des Kremsflusses verlaufen, mit Stationen u. a. in Rehberg, Senftenberg und Königsalm sowie in Gföhl unterhalb der heutigen Hausberggasse enden. Nach dem Ersten Weltkrieg, zwischen 1916 und 1928, rückte ein neues Projekt für eine elektrische Straßenbahn in den Fokus. Diese sollte entlang der Bezirksstraße Krems–Gföhl geführt werden, teilweise die bestehende Straße nutzen und einen Tunnel in Senftenberg beinhalten. Parallel dazu wurde während des Ersten Weltkriegs 1914 auch eine elektrische Schmalspurbahnverbindung von Horn über Altpölla und Idolsberg nach Gföhl als Bahn niederer Ordnung in Erwägung gezogen.